# Achilia elguetai
Espèce
Achilia elguetai est une espèce de coléoptères de la famille des Staphylinidae et de la sous-famille des Pselaphinae.

## Répartition et habitat
Cette espèce est décrite du Chili.

## Systématique
Le nom valide complet (avec auteur) de ce taxon est Achilia elguetai Sabella, Cuccodoro & Kurbatov, 2020.

## Publication originale
- (en) Giorgio Sabella, Giulio Cuccodoro et Sergey A. Kurbatov, « A revision of the Chilean Brachyglutini – Part 6. Revision of Achilia Reitter, 1890: A. grandiceps, A. valdiviensis, and A. bicornis species groups (Coleoptera: Staphylinidae: Pselaphinae) », Revue suisse de zoologie, MHNG, vol. 127, no 1,‎ 4 juin 2020, p. 129 (ISSN 0035-418X, DOI 10.35929/RSZ.0013).